# وویچیخوو (شهرستان لوبلین)
وویچیخوو (به لاتین: Wojciechów) یک روستا در لهستان است که در گمینا وویچیخوو واقع شده‌است. وویچیخوو ۹۲۰ نفر جمعیت دارد.